# Jakop Ahlbom
Jakop Ahlbom (Zweden, 1971) is een Zweeds/Nederlandse acteur, choreograaf en regisseur.

## Biografie
Ahlbom groeide op in Överjärna in een grauwe nieuwbouwwijk. Ahlbom ontwikkelde hier zijn voorliefde voor horrorfilms, die hij keek om te ontsnappen aan de werkelijkheid. Hij werd op 16-jarige leeftijd aangenomen op de kunstacademie; dit beviel hem echter niet en hij stopte met de opleiding. Hij besloot acteur te worden, werd voor diverse toneelscholen afgewezen, en kwam terecht op een opleiding in Denemarken. Hier bleef Ahlbom slechts een jaar, waarna hij in Amsterdam terecht kwam en in 1994 startte aan de Mimeopleiding in Amsterdam. In 1998 studeerde hij af aan deze opleiding. Bij zijn afstuderen ontving hij de Top Naeff Prijs voor meest veelbelovende student.
Sinds 2000 maakt hij voorstellingen met zijn eigen gezelschap Jakop Ahlbom Company. Zijn voorstellingen spelen in Nederland en de rest van de wereld in het theater. Het gezelschap maakte o.a. tournees door China, Spanje, Frankrijk, Australië en Duitsland.
In zijn voorstellingen maakt Ahlbom gebruik van cinematografische effecten, waardoor het lijkt alsof de kijker een film ziet. Naast mime is er sprake van slapstick, muziek, acrobatiek, dans en illusionisme. Een terugkerend thema is de moeizame verhouding van de mens met zijn omgeving.
Ahlbom is getrouwd en woont met zijn vrouw en twee zoons in Amsterdam.

## Jakop Ahlbom Company
Onder de vlag van zijn eigen gezelschap ontwikkelde en regisseerde Jakop Ahlbom de volgende voorstellingen:
- 2023 Strangely Familiar
- 2022 Unseen
- 2021 Knock-Out, co-productie met ISH Dance Collective en DeLaMar Theater
- 2020 Syzygy
- 2019 Le Bal
- 2018 Innenschau (Revisited)
- 2016 Swan Lake, co-productie met ICKAmsterdam
- 2014 Horror
- 2014 BUG
- 2013 Het Leven Een Gebruiksaanwijzing
- 2012 Lebensraum
- 2010 Innenschau
- 2008 De Architect
- 2006 Vielfalt
- 2004 Lost
- 2002 Nur zur Erinnerung
- 2000 Stella Maris

## Projecten naast het gezelschap
Jakop Ahlbom wordt regelmatig uitgenodigd als gastregisseur bij andere theater- en operagezelschappen. Hij werkte onder meer mee aan de volgende projecten:
- 2019 Don Quichote, gastregie en vormgeving Deutsche Oper Berlin
- 2018 Il Bacio, workhops & presentatie Biënnale Venetië
- 2016 Man met Hoed, gastregie circusvoorstelling Boost
- 2015 Der Prozess, gastregie bij Staatstheater Mainz
- 2013 Hoffmann, gastregie bij de Deutsche Oper Berlin
- 2012 Circus Cascade: Move!, kerstcircus met scènes uit Lebensraum
- 2011 Games without frontiers, regie afstudeervoorstelling HKU
- 2011 Staal, choreografie voor Theatergoep Max
- 2009 Man met hoed, gastregie Paradevoorstelling Circuswerkplaats Boost
- 2008 Het Huiskameronweer, speler/maker bij Orkater
- 2007 WIG, gastregie bij Unieke Zaken
- 2006 Einde Oefening, speler bij Watergat
- 2005 Clockwork Orange, vechtchoreografie bij Alex d’Electrique
- 2005 Hans is Grietje, choreografie en advies bij Productiehuis Brabant
- 2005 Eiland, speler/maker bij Orkater
- 2004 Cinema Victoria, gastregie bij Unieke Zaken
- 2004 Pygmalion, choreografie bij Rotheater
- 2004 Spartacus, speler bij Nieuw West
- 2003 De Gemeenschap, speler bij Roy Peters
- 2003 Knuckles, speler/maker bij Alex d’Electrique
- 2002 Een andere keer misschien, choreografie bij Opleiding Moderne Theaterdans
- 2002 Klas, eindregie bij Unieke Zaken
- 2001 Waterkracht, speler/maker bij Oerol editie Zapp Snacks
- 2001 Zonder titel 5, bij De Groep van Steen
- 2001 Whiteness, speler bij Marcello Evelin
- 2000 Five Pieces, speler bij De Groep van Steen
- 2000 Dikwijls, speler bij De Daders
- 1999 City Life, speler bij Karina Holla
- 1998 Wanted, speler bij Stichting Dans in Uitvoering

## Film en televisie
Voor film en tv wordt Jakop Ahlbom gevraagd om een choreografie te maken, en soms (ook) zelf mee te spelen. Hij werkt o.a. aan de volgende films en series:
- 2014 Beyond Sleep, kleine filmrol (regie Boudewijn Koole)
- 2014 History’s Future, choreografie en kleine filmrol (regie Fiona Tan)
- 2013 Offground, dansfilm, choreografie (regie Boudewijn Koole)
- 2009 Lang en gelukkig, choreografie en special effects (regie Pieter Kramer)
- 2006 Ober, kleine filmrol (regie Alex van Warmerdam)
- 2002 Ware liefde, kleine filmrol (regie Bram van Splunteren)
- 1999 Kruimeltje, kleine filmrol als Charlie Chaplin, (regie Maria Peters)
- 1999 Spangen, kleine rol

## Prijzen en eervolle vermeldingen
Voorstellingen van Jakop Ahlbom ontvingen de volgende prijzen en vermeldingen:
- 2023 Luc Boyer Wisselvoorwerp, voor betekenis voor de mime [4]
- 2023 Keuze van de Wijkjury Schiedam, voor Unseen
- 2023 Keuze van de Wijkjury Maastricht, voor Unseen
- 2023 Keuze van de Wijkjury Enschede, voor Unseen
- 2023 Keuze van de Wijkjury Deventer, voor Vielfalt
- 2022 Nominatie VSCD-Mimeprijs, voor Unseen
- 2015 Favoriet Wijkjury Theaterfestival voor Horror & Vlaamse keuze Theaterfestival Vlaanderen voor Horror
- 2013 Publieksprijs Cinedans, Best Film Fiver Dance Film Festival, Pearls Award Duitsland Pool e.a. voor dansfilm Offground
- 2012 VSCD-Mimeprijs, voor Lebensraum
- 2009 International Young Directors Program: openingsvoorstelling Innenschau, onderdeel van Salzburger Festspiele
- 2008 Toneelkijkersprijs de Architect, Theater aan het Spui Den Haag
- 2008 Selectie TF-1 Vielfalt, Nederlands Theater Festival
- 2004 Cinema Victoria - Unieke Zaken, Zilveren Krekel (VSCD-jeugdtheaterprijs)
- 1998 Top Naeff Prijs, aanmoedigingsprijs voor veelbelovend talent van de Theaterschool Amsterdam